# Comuna Bulahivka, Pavlohrad
Bulahivka (în ucraineană Булахівка) este o comună în raionul Pavlohrad, regiunea Dnipropetrovsk, Ucraina, formată din satele Bulahivka (reședința) și Cervona Dolîna.

## Demografie
Componența lingvistică a satului Bulahivka
     Ucraineană (94,11%)
     Rusă (5,29%)
     Alte limbi (0,23%)
Conform recensământului din 2001, majoritatea populației satului Bulahivka era vorbitoare de ucraineană (94,11%), existând în minoritate și vorbitori de rusă (5,29%).